# Nospelt
Nospelt (luxembourgeois : Nouspelt) est une section de la commune luxembourgeoise de Kehlen située dans le canton de Capellen.

## Curiosité
- Le festival Eemaischen du lundi de Pâques rend hommage à la tradition de la poterie du village.